# Dilbert
Dilbert je seriál komiksových stripů parodujících pracovní prostředí velké firmy.
Autorem seriálu je americký kreslíř Scott Adams, který začal stripy vytvářet koncem 80. let na základě svých zkušeností ve společnosti Pacific Bell. Seriál postupně získal velkou popularitu a počátkem 21. století jej přetiskovalo kolem 2000 novin a časopisů z 57 států. Originály všech dílů, v plné barevné verzi, byly pro nekomerční použití dostupné na vlastní internetové stránce Dilbert.com.
Českou verzi Dilberta uveřejnoval deník Mladá fronta DNES od května 1999, jeho internetová verze iDNES.cz od dubna 2006. Verzi v původním anglickém znění, s českými titulky pod obrázky, uváděl deník Hospodářské noviny.
Velké mediální skupiny v USA, ovládající většinu tištěných i elektronických sdělovacích prostředků, v únoru 2023 zareagovaly na Adamsovy nekorektní výroky ohledně rasismu a rozhodly se s okamžitou platností ukončit zveřejňování komiksu. Syndikát Andrews McMeel, který byl exkluzivním distributorem Dilberta, pak v pátek 3. března 2023 vypověděl smlouvy s autorem a počínaje pondělím 13. března 2023 tak od něj odřízl i všechna média. Od uvedeného data tak mohou číst Dilberta (aktuálního i archivního) pouze registrovaní členové na původních internetových stránkách. Stejně se zachovala i redakce portálu iDNES.cz, která poslední díl uveřejnila v sobotu 11. března 2023.

## Postavy
- Dilbert – hlavní postava technika, který se snaží odvádět práci i přes nespolupráci nadřízených i kolegů
- Dogbert – Dilbertův pes, snažící se ovládnout svět
- Catbert – ředitel lidských zdrojů, zobrazený jako kočka, milující trápení a vyhazování zaměstnanců
- Šéf – hloupý, plešatý a bezohledný, svým podřízeným vědomě i nevědomě ubližuje, což mylně považuje za řízení
- Alice – výkonná a pracovitá inženýrka
- Wally – stále se ulejvající spolupracovník, cynicky glosující dění v podniku, obvykle s hrnkem kávy
- Ašók – mladý a naivní pracovník, trpí nepochopením kolegů i nadřízených
- Carol – zlá sekretářka
- Elboniánci – obyvatelé fiktivní rozvojové země, s nimiž zaměstnanci firmy občas jednají